# Wereldkampioenschappen baanwielrennen 2011
De wereldkampioenschappen baanwielrennen 2011 werden van 23 tot en met 27 maart 2011 gehouden in het Omnisportcentrum in de Nederlandse stad Apeldoorn. Er stonden negentien onderdelen op het programma, tien voor mannen en negen voor vrouwen.

## Programma

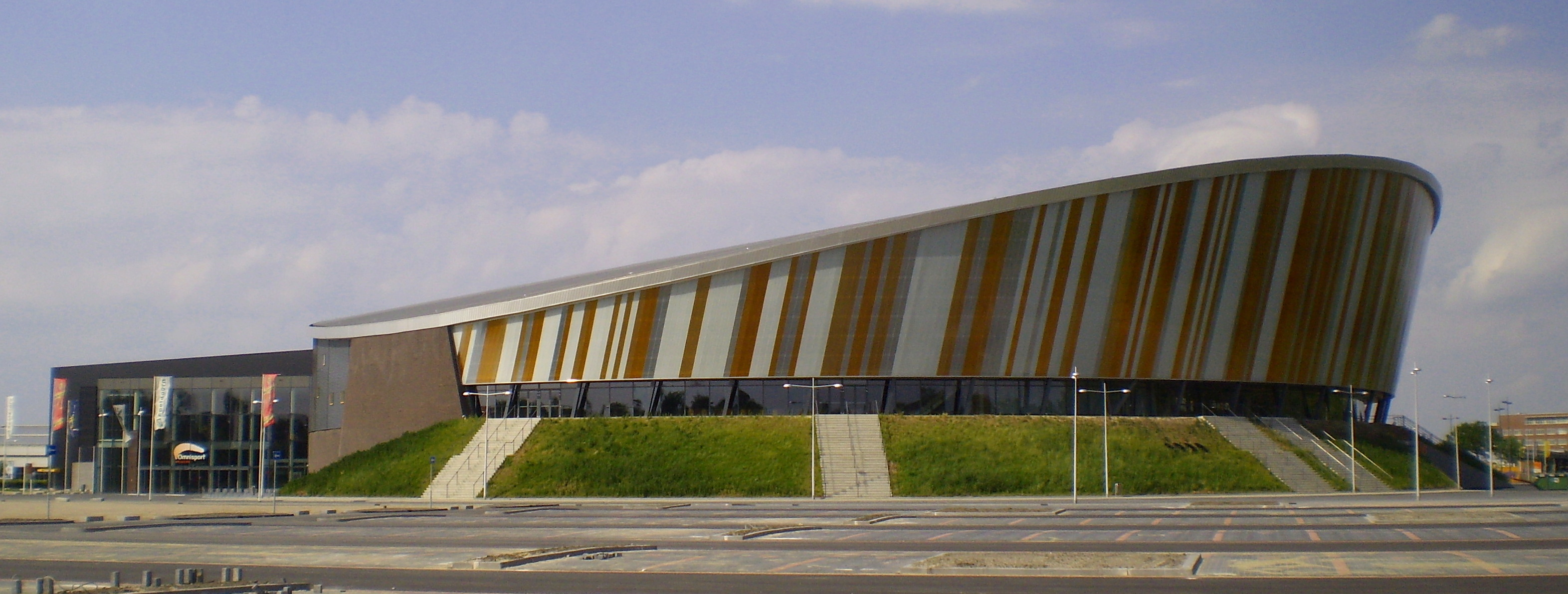
Omnisport Apeldoorn

| Datum    | Tijd        | Medailleonderdelen                                                                                    |
| -------- | ----------- | --- |
| 23 maart | 19:00–22:15 | 500m tijdrit vrouwen Ploegenachtervolging mannen Puntenkoers vrouwen Scratch mannen Teamsprint mannen |
| 24 maart | 19:30–22:00 | Ploegenachtervolging vrouwen Teamsprint vrouwen Individuele achtervolging mannen                      |
| 25 maart | 18:30–22:10 | Puntenkoers mannen Sprint mannen Individuele achtervolging vrouwen                                    |
| 26 maart | 14:00–18:05 | Sprint vrouwen Keirin mannen Omnium mannen Scratch vrouwen                                            |
| 27 maart | 13:30–18:05 | 1 km tijdrit mannen Koppelkoers mannen Omnium vrouwen Keirin vrouwen                                  |

## Medailles

### Medaillewinnaars

#### Mannen
| Onderdeel            | Goud                                                      | Goud | Zilver                                                      | Zilver | Brons                                              | Brons |
| -------------------- | --------------------------------------------------------- | ---- | ----------------------------------------------------------- | ------ | -------------------------------------------------- | ----- |
| Sprint*              | Jason Kenny                                               | GBR  | Chris Hoy                                                   | GBR    | Mickaël Bourgain                                   | FRA   |
| 1km tijdrit          | Stefan Nimke                                              | GER  | Teun Mulder                                                 | NED    | François Pervis                                    | FRA   |
| Achtervolging        | Jack Bobridge                                             | AUS  | Jesse Sergent                                               | NZL    | Michael Hepburn                                    | AUS   |
| Ploegenachtervolging | Jack Bobridge Rohan Dennis Luke Durbridge Michael Hepburn | AUS  | Aleksej Markov Jevgeni Kovalev Ivan Kovalev Aleksandr Serov | RUS    | Ed Clancy Steven Burke Peter Kennaugh Andy Tennant | GBR   |
| Teamsprint           | René Enders Maximilian Levy Stefan Nimke                  | GER  | Matthew Crampton Chris Hoy Jason Kenny                      | GBR    | Daniel Ellis Matthew Glaetzer Jason Niblett        | AUS   |
| Keirin               | Shane Perkins                                             | AUS  | Chris Hoy                                                   | GBR    | Teun Mulder                                        | NED   |
| Scratch              | Kwok Ho Ting                                              | HKG  | Elia Viviani                                                | ITA    | Morgan Kneisky                                     | FRA   |
| Puntenkoers          | Edwin Ávila                                               | COL  | Cameron Meyer                                               | AUS    | Morgan Kneisky                                     | FRA   |
| Koppelkoers          | Leigh Howard Cameron Meyer                                | AUS  | Martin Bláha Jiří Hochmann                                  | CZE    | Theo Bos Peter Schep                               | NED   |
| Omnium               | Michael Freiberg                                          | AUS  | Shane Archbold                                              | NZL    | Gijs Van Hoecke                                    | BEL   |

* Grégory Baugé verliest zijn wereldtitel op de sprint na tweemaal fouten in zijn whereabouts en het missen van een dopingcontrole.

'** De Franse ploeg (Grégory Baugé, Michaël D'Almeida en Kévin Sireau) verliest de wereldtitel op de teamsprint door de schorsing van Baugé.

#### Vrouwen
| Onderdeel            | Goud                                        | Goud | Zilver                                 | Zilver | Brons                                   | Brons |
| -------------------- | ------------------------------------------- | ---- | -------------------------------------- | ------ | --------------------------------------- | ----- |
| Sprint               | Anna Meares                                 | AUS  | Simona Krupeckaitė                     | LTU    | Victoria Pendleton                      | GBR   |
| 500m tijdrit         | Olga Panarina                               | BLR  | Sandie Clair                           | FRA    | Miriam Welte                            | GER   |
| Achtervolging        | Sarah Hammer                                | USA  | Alison Shanks                          | NZL    | Vilija Sereikaitė                       | LTU   |
| Ploegenachtervolging | Laura Trott Wendy Houvenaghel Danielle King | GBR  | Sarah Hammer Dotsie Bausch Jennie Reed | USA    | Kaytee Boyd Jaime Nielsen Alison Shanks | NZL   |
| Teamsprint           | Kaarle McCulloch Anna Meares                | AUS  | Victoria Pendleton Jessica Varnish     | GBR    | Gong Jinjie Guo Shuang                  | CHN   |
| Keirin               | Anna Meares                                 | AUS  | Olga Panarina                          | BLR    | Clara Sanchez                           | FRA   |
| Scratch              | Marianne Vos                                | NED  | Katherine Bates                        | AUS    | Danielle King                           | GBR   |
| Puntenkoers          | Tatsjana Sjarakova                          | BLR  | Jarmila Machačová                      | CZE    | Giorgia Bronzini                        | ITA   |
| Omnium               | Tara Whitten                                | CAN  | Sarah Hammer                           | USA    | Kirsten Wild                            | NED   |

### Medaillespiegel
| Plaats | Land                | Goud | Zilver | Brons | Totaal |
| 1      | Australië           | 8    | 2      | 2     | 12     |
| 2      | Verenigd Koninkrijk | 2    | 4      | 3     | 9      |
| 3      | Wit-Rusland         | 2    | 1      | 0     | 3      |
| 4      | Duitsland           | 2    | 0      | 1     | 3      |
| 5      | Verenigde Staten    | 1    | 2      | 0     | 3      |
| 6      | Nederland           | 1    | 1      | 3     | 5      |
| 7      | Canada              | 1    | 0      | 0     | 1      |
| 7      | Colombia            | 1    | 0      | 0     | 1      |
| 7      | Hongkong            | 1    | 0      | 0     | 1      |
| 10     | Nieuw-Zeeland       | 0    | 3      | 1     | 4      |
| 11     | Tsjechië            | 0    | 2      | 0     | 2      |
| 12     | Frankrijk           | 0    | 1      | 5     | 6      |
| 13     | Italië              | 0    | 1      | 1     | 2      |
| 13     | Litouwen            | 0    | 1      | 1     | 2      |
| 15     | Rusland             | 0    | 1      | 0     | 1      |
| 16     | België              | 0    | 0      | 1     | 1      |
| 16     | China               | 0    | 0      | 1     | 1      |
| Totaal | Totaal              | 19   | 19     | 19    | 57     |